# Eliteserien
Eliteserien je norveška profesionalna nogometna liga, najviši je rang u norveškom sustavu nogometnih liga.     
U ligi se natječe 16 klubova, a na kraju sezone dva posljednja kluba direktno ispdaju u niži rang dok se četrnaesto-plasirani bori za opstanak protiv pobjednika playoffa između treće-plasiranog, četvrto-plasiranog, peto-plasiranog i šesto-plasiranog kluba iz nižeg ranga. Sezone traju od ožujka do studenog, a u jednoj sezoni odigra se trideset kola (svaki tim igra dva puta protiv svakog ostalog tima). Većina utakmica igra se nedjeljom popodne. Od 1963. do danas ukupno se 48 klubova natjecalo u ligi.

## Rekordi
Rosenborg je 2010. postao jedini klub u Norveškoj koji je osvojio ligu neporažen. 
Najviše bodova u sezoni – Bodø/Glimt (81)
Najviše odigranih utakmica – Daniel Berg Hestad (473)
Najviše zabijenih golova – Sigurd Rushfeldt (172)

## Povijest
Od nastanka lige (1937.), sedamnaest klubova osvojilo je makar jedan naslov: Rosenborg (26), Fredrikstad (9), Viking (8), Lillestrøm (5), Molde (5), Vålerenga (5), Brann (3), Larvik Turn (3), Bodø/Glimt (3), Lyn (2), Start (2), Strømsgodset (2), Fram Larvik (1), Freidig (1), Moss (1), Skeid (1), Stabaek (1). 

## Vanjske poveznice
- Službene stranice lige